# 第十四季超級籃球聯賽總冠軍賽
第十四季超級籃球聯賽總冠軍賽是第十四季超級籃球聯賽的最後一個系列賽程，由裕隆納智捷對臺北達欣，在2017年3月25日至3月30日進行，地點為新莊體育館，結果由臺北達欣以4比0擊敗新北裕隆，拿下隊史在超級籃球聯賽的第二座冠軍。

## 兩隊比較
|              | 裕隆納智捷    | 臺北達欣      |
| ------------ | ------------- | ------------- |
| 例行賽戰績   | 19勝11敗      | 21勝9敗       |
| 例行賽對戰   | 2勝           | 3勝           |
| 季後賽首輪   | 輪空          | 輪空          |
| 季後賽第二輪 | 4:2勝台灣啤酒 | 4:1勝桃園璞園 |
| 總教練       | 魏永泰        | 邱大宗        |

## 逐場戰況
第一戰
| 2016-3-25 19:00 |

| 賽後數據 |

| 台北達欣 71–61 裕隆納智捷                            |  |                                               |
| 得分： 蘇翊傑 22 篮板： 西姆·布拉 13 助攻： 蘇翊傑 4 |  | 得分： 賀夫 30 篮板： 賀夫 17 助攻： 葛記豪 4 |

第二戰
| 2016-3-26 19:00 |

| 賽後數據 |

| 裕隆納智捷 84–92 台北達欣                   |  |                                                         |
| 得分： 賀夫 24 篮板： 賀夫 13 助攻： 賀夫 4 |  | 得分： 西姆·布拉 23 篮板： 西姆·布拉 11 助攻： 蘇翊傑 7 |

第三戰
| 2016-3-28 19:00 |

| 賽後數據 |

| 台北達欣 80–72 裕隆納智捷                            |  |                                                |
| 得分： 周儀翔 22 篮板： 西姆·布拉 19 助攻： 蘇翊傑 9 |  | 得分： 呂政儒 23 篮板： 賀夫 9 助攻： 陳世念 4 |

第四戰
| 2016-3-30 19:00 |

| 賽後數據 |

| 裕隆納智捷 77–98 台北達欣                            |  |                                                      |
| 得分： 賀夫 18 篮板： 盧冠良 7 助攻： 賀夫, 陳世念 3 |  | 得分： 周儀翔 26 篮板： 西姆·布拉 19 助攻： 蘇翊傑 5 |

## 外部連結
- 超級籃球聯賽(新)官方網站 （页面存档备份，存于）